# Praetoria
Praetoria je bio utvrđeni gradić starih Rimljana. Podignut je na mjestu gradinskog naselja ilirskog plemena Ardijejaca, nakon što su pokorili Ilire. 
Gradić je imao svoju lučicu zvanu Ploča. Imala je villu urbanu. Ondje su pronađeni ostatci antičkih zidova i mozaika, temelja i zidova ranokršćanske crkve (bazilike) iz 5. ili 6. st. Pretpostavlja se da je bila posvećena sv. Andriji, svecu koji je u ono vrijeme bio čestim titularom crkava. Bila je jednobrodna s apsidom. Bočne prostorije su se nalazile južno (vjerojatna namjena diakonikon) i sjeverno (nepoznata namjena). Ispred se je vjerojatno nalazio narteks, a pretpostavlja se da je imala baptisterij. Tijekom srednjeg vijeka dobila je s kontrafore.
Kraj te crkve kasnije je nastala nekropola stećaka (sanduci i ploče). Ova bazilika je najveći spomenik antike na širem području grada Ploča (udaljena je 7 km od grada).
Praetoriu spominje Zemljopisac Ravenjanin u svojem djelu Cosmographii iz 7. st. 